# 破れたハートを売り物に (曲)
「破れたハートを売り物に」（やぶれたハートをうりものに）は1981年9月21日に発売された甲斐バンドの19枚目のシングル。

## 概要
オリコン最高位50位。
アルバム『破れたハートを売り物に』の先行シングル。
タイトル曲は1982年に12インチシングル『ナイト・ウェイブ』において、N.Yでのミックスダウンによるリミックスヴァージョン（'82ダンスミックス・ロング・ヴァージョン）が制作された。オリジナルヴァージョンが4分2秒であるのに対し、リミックスヴァージョンは4分26秒となっている。
題名はエルヴィス・プレスリーの1963年のシングルA面曲「One Broken Heart for Sale」の邦題「破れたハートを売り物に」から来ている。なおプレスリーの同曲は、同年公開の映画『ヤング・ヤング・パレード』の挿入歌でもある。

## 収録曲
- 全作詞・作曲：甲斐よしひろ

1. 破れたハートを売り物に
編曲：椎名和夫
2. 陽の訪れのように
編曲：甲斐バンド、弦編曲：椎名和夫